# Rutland Water
Rutland Water ist ein Stausee im Zentrum der englischen Unitary Authority Rutland. Mit einer Fläche von 12,6 km² ist er der flächenmäßig größte Stausee Englands, im Wasservolumen wird er nur noch vom Kielder Water in Northumberland übertroffen.

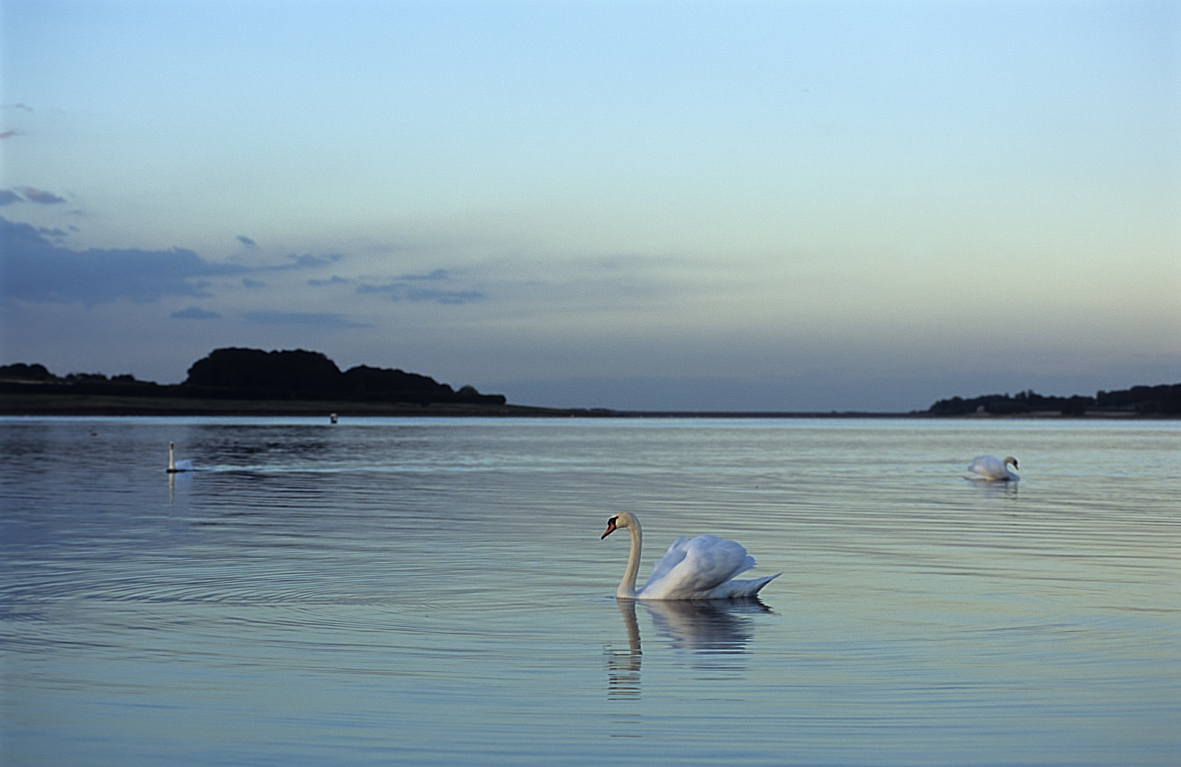
Schwäne auf Rutland Water bei Sonnenaufgang

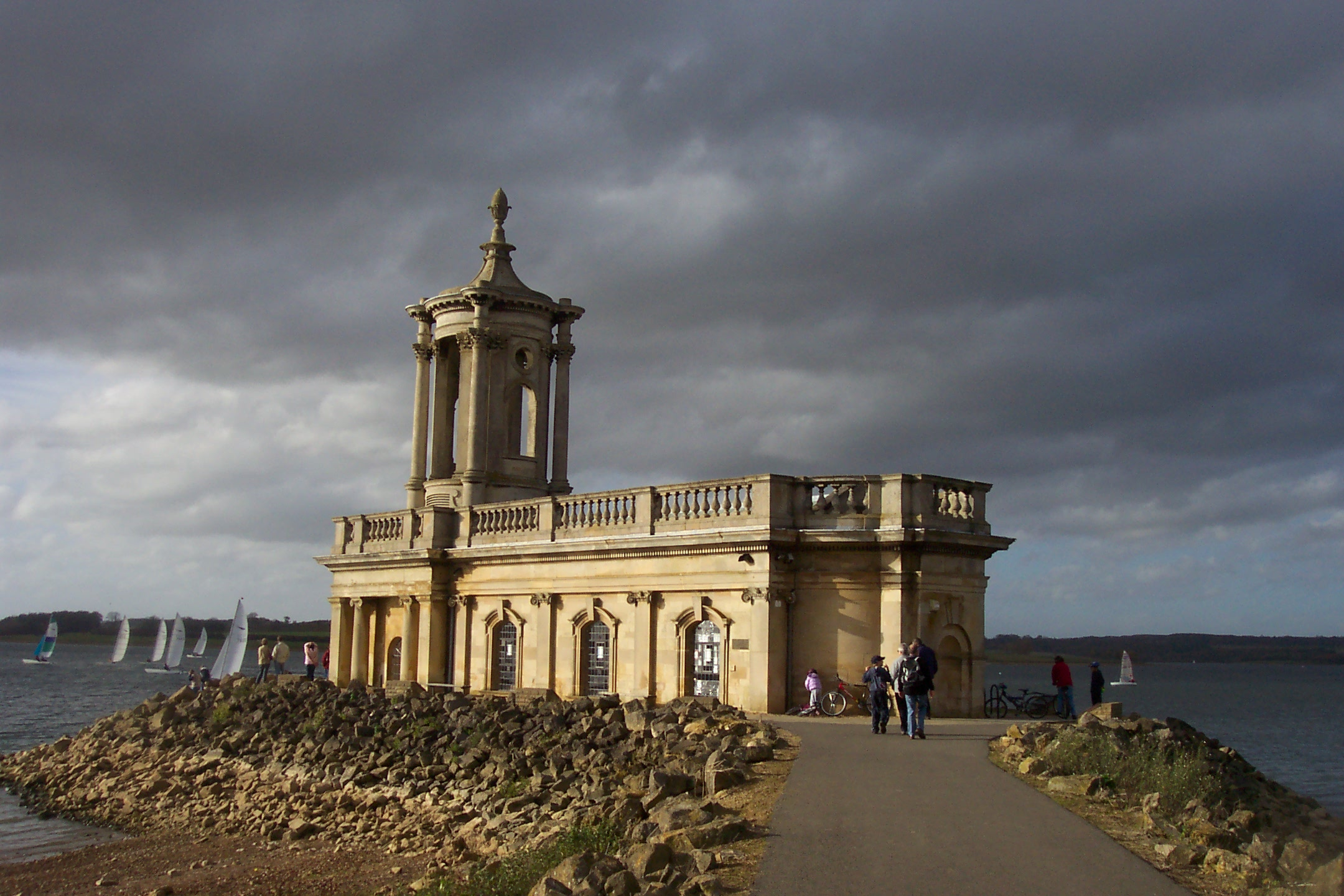
St Matthew’s Church in Normanton am Rutland Water

Der Damm, der den Gwash aufstaute, wurde 1975 errichtet. Während der Planungs- und Bauphase wurde der See Empingham Reservoir genannt. Einige Orte, wie Nether Hambleton und Middle Hambleton wurden überflutet.
Der See hat die Form eines nach Westen geöffneten liegenden „U“ und umgibt die Hambleton-Halbinsel, die sich weit in den Stausee hineinschiebt.
Der Stausee wird zur Wasserversorgung der umliegenden Dörfer und Städte (insbesondere Peterborough) und zu Erholungs- und Freizeitzwecken genutzt. Der Westteil ist ein Naturschutzgebiet, das als Überwinterplatz für Gänsevögel und Brutstätte für Fischadler dient.
Im Januar 2022 wurde berichtet, dass bei einer routinemäßigen Leerung eines Teils des Sees, nahe dem Ufer nach Entdecken von aus dem Boden tretenden Strukturen das Skelett eines 10 m langen Ichthyosauriers ergraben wurde. Anglian Water, das Industrieunternehmen, das den See verwaltet, ist bestrebt, das 180 Millionen Jahre alte Fossil lokal auszustellen.